# Ngô Kha
Ngô Kha (1935-1973) là một nhà hoạt động chính trị tại Huế. Ông là một nhà thơ,  một diễn giả, và thầy giáo. Tên ông được đặt cho một con đường tại Thành phố Huế.

## Tiểu sử
Ngô Kha sinh ngày 2 tháng 3 năm 1935, tại làng Thế Lại Thượng, phường Phú Hiệp, thành phố Huế (nay là phường Gia Hội, quận Phú Xuân). Ông là con út trong một gia đình bảy anh em (4 trai, 3 gái). Bố ông là Ngô Tuyên, làm quan nhà Nguyễn, từng là Tri huyện Lệ Thủy (Quảng Bình), rồi chánh án Quảng Bình. Ngô Kha là em rể của Trịnh Công Sơn.
Ngô Kha tốt nghiệp thủ khoa khóa 1, Đại học Sư phạm Huế (1958-1959), cử nhân Luật khoa (1962).
Thời sinh viên, Ngô Kha đã tham gia sinh hoạt với các bạn đồng niên trong nhóm "Quán Bạn" với Trần Quang Long và "Tuyệt Tình Cốc" với anh em Hoàng Phủ Ngọc Tường, Hoàng Phủ Ngọc Phan.
Năm 1962 ông bị gọi nhập ngũ tại Thủ Đức (Sài Gòn), học trường sĩ quan trừ bị. Khi tốt nghiệp, ông trở thành sĩ quan trợ lý báo chí của Phòng tham mưu Vùng I Chiến thuật ở Đà Nẵng. Năm 1963, Ngô Kha dù là sĩ quan Việt Nam Cộng hòa, nhưng hăng hái tham gia phong trào chống chính phủ Ngô Đình Diệm đàn áp Phật giáo của phật tử Huế.
Năm 1964, ông về dạy học tại Huế, dạy Văn và Công dân ở các Trường Quốc Học, Hàm Nghi, Nguyễn Du, Hưng Đạo- Huế. Ông là thầy giáo rất cuốn hút. Ông hay ngâm thơ, nói chuyện thời sự và khuyến khích học sinh tham gia vào các cuộc biểu tình chống lại các chế độ quân sự của Nguyễn Cao Kỳ và Nguyễn Văn Thiệu. Ngô Kha là một nhà tổ chức rất hiệu quả các cuộc biểu tình của sinh viên.
Năm 1966, ông bị động viên vào trường sĩ quan trù bị Thủ Đức và đóng quân một thời gian ở Đức Hòa, Đức Huệ tỉnh Long An. Ông tham gia và là một trong những thành viên nòng cốt lãnh đạo đơn vị quân đội Huế đấu tranh ly khai với quân đội ở Sài Gòn (Biến động Miền Trung năm 1966). Cuộc đấu tranh thất bại, Ngô Kha bị bắt và bị đày đi Phú Quốc một thời gian.
Năm 1970, Ngô Kha chủ trương nhóm trí thức đấu tranh Tự Quyết cùng với Trịnh Công Sơn, Lê Khắc Cầm, Trần Viết Ngạc, Thái Ngọc San, Chu Sơn. Năm 1971, Ngô Kha chủ biên tập san "Mặt trận Văn hóa Dân tộc miền Trung".
Đầu những năm 70, Ngô Kha xuất hiện như một ngọn cờ, hô hào bãi khóa, xuống đường và khởi thảo các bản tuyên ngôn, tuyên chiến với chế độ Sài Gòn.
Tháng 3 năm 1972, Ngô Kha bị cảnh sát Sài Gòn ở Huế bắt bỏ tù, nhưng với cuộc đấu tranh của học sinh các trường, cảnh sát đã phải trả tự do cho ông.
Tháng 2 năm 1973 ông bị bắt theo lệnh của Trưởng ty cảnh sát quốc gia Thừa Thiên Liên Thành. Ông bị mất tích và bị sát hại. Năm 1981 Ngô Kha được công nhận là liệt sỹ và một con đường ở gần nơi ngày xưa ông sống cũng được mang tên Ngô Kha. .

## Sáng tác
Thời sinh viên, nhiều tác phẩm văn chương và chính luận của ông được đăng tải trên các báo, tạp chí ở miền Nam như: Trình Bày, Mai, Đất Nước, Đối Diện, Hướng Đi, Tin Tưởng, Tự Quyết, Mặt Trận Văn Hóa.
Năm 1961, Ngô Kha xuất bản tập thơ đầu tay mang tên Hoa Cô Độc. Sau đó là "Ngụ ngôn của người đãng trí".
Năm 1971, Ngô Kha chủ biên tập san "Mặt trận Văn hóa Dân tộc miền Trung".
Những bài thơ của Ngô Kha nổi bật như: Bài ca tự quyết, Cho những người nằm xuống, Trường ca Hòa bình...